# Endless Ocean 2: Avventura negli abissi
Endless Ocean 2: Avventure negli Abissi, detto anche Endless Ocean: Blue World in Nord America o Forever Blue: Umi no Yobigoe (フォーエバーブルー 海の呼び声) in Giappone, è un videogioco di simulazione di immersione subacquea prodotto dalla Nintendo e compatibile con console Nintendo Wii. È il seguito del videogioco Endless Ocean.

## Trama
C'è una leggenda che narra di una misteriosa melodia chiamata "Canto dei draghi"...
Attratto da questa enigmatica leggenda, il giocatore dovrà sospedere temporaneamente l'università per visitare la Repubblica di Baoru, nel Pacifico del Sud, dove ben presto troverà lavoro presso il Centro Immersioni R&R, gestito da un rinomato esploratore degli abissi marini, Jean-Eric Rouvier.
Un giorno, durante un'immersione con Ocèane, nipote di Jean-Eric, il suo ciondolo inizia ad emettere uno strano suono spaventando gli animali marini e facendo infuriare una megattera...
Questo intrepido gruppo, pronto a viaggiare per il mondo con il Centro Immersioni R&R, è alla ricerca di indizi riguardo all'origine del Canto dei Draghi, una melodia misteriosa sentita negli oceani di tutto il mondo. Lungo il percorso è possibile conoscere i compagni esploratori e fare amicizia con una serie di partner animali; è possibile inoltre setacciare le acque del mondo per esplorare ed osservare la vita marina, e scoprire i resti di un'antica civiltà. La vostra missione vi porterà dal Sud del Pacifico ai fiumi del Rio delle Amazzoni e oltre ...

## Modalità di gioco
Il gameplayer veste i panni di un sommozzatore che si immerge nelle acque di varie località (come l'Oceano Pacifico ed il Mar Rosso) ed è chiamato ad interagire con la ricostruzione dell'ambiente marino e della sua fauna. Tramite il controller il giocatore può fare amicizia con le varie (oltre 300) specie marine presenti, alternativamente può dare da mangiare ad alcuni animali, curarli, scattare delle fotografie o recuperare dei tesori presenti sui fondali.
Oltre all'esplorazione è possibile addestrare alcuni degli animali o creare un acquario personale con gli esemplari scelti.
Endless Ocean 2 è giocabile sia in modalità singolo che multigiocatore con l'ausilio della tecnologia Nintendo Wi-Fi Connection per missioni cooperative.

## Personaggi principali

### Jean-Eric Rouvier
È il fondatore e il capo del Centro Immersioni R&R, una società di servizi subacquei professionali situata sull'Isola Pallanove, nella Repubblica di Baoru. Una volta famoso esploratore mondiale di oceani, da anni non mette più piede in acqua a causa di un brutto incidente durante la sua ultima immersione e di una grave forma di embolia gassosa causata da decompressione. Egli ora segue le immersioni dalla sua imbarcazione ed è sempre attento e premuroso nei confronti di sua nipote Ocèane. È inoltre un uomo tranquillo, calmo e razionale anche se in alcuni momenti anche lui si lascia sopraffare dalle emozioni...

### Ocèane Rouvier
Sedicenne che lavora come guida subacquea al Centro Immersioni R&R. È cresciuta qui: per lei l'oceano è sempre stato una presenza costante, il suo parco giochi personale, quindi come sub è insuperabile come lo è nella sua "professione" di guida. In seguito a vicende personali, vive attualmente con il nonno, Jean-Eric. È intenzionata a trovare il Tesoro di Pacifica, causa per cui suo padre è morto.
Infine in quanto guida e compagna d'immersioni Ocèane è bravissima a scovare piccoli pesci e conosce bene i luoghi già visitati.

### Gary Gray ("G.G.")
È un ambizioso sommozzatore americano che si occupa di recuperi marittimi. È allegro e più o meno socievole, ed è inoltre molto abile nel suo campo: da solo ha infatti già recuperato svariati tesori famosi. Indossa una decorata tuta da immersione che ama sfoggiare durante le spedizioni e una giacca di pelle con svariati bracciali di pietre preziose quando è sulla terraferma.
È anche lui alla ricerca del Tesoro di Pacifica. Si fa chiamare da tutti "G.G." perché ritiene che la "G" sia una lettera che porti fortuna. Di conseguenza ama tutte le espressioni che iniziano con questa lettera (come, ad esempio, "Grandioso").
In quanto sommozzatore e compagno di immersioni, G.G. è capace di dire con esattezza il numero di reperti presenti nell'area ed è utile nel trasporto di questi ultimi.

### Hayako Sakurai
Poco più che trentenne, Hayako è una brillante biologa marina. Di nazionalità Giapponese, ha ottenuto dottorati in varie discipline, anche non collegate tra loro, come archeologia e scienze veterinarie marine. Tende a saltare di palo in frasca e può essere fin troppo diretta, il che spesso mette a disagio gli altri.
Inoltre conosce l'alfabeto e le caratteristiche dell'antica civiltà "Okeanos".
In quanto biologa e compagna di immersioni è capace di descrivere tutti gli animali della zona in questione in tutti i loro aspetti. Inoltre è capace di addestrare piccoli cetacei nell'eseguire comandi (come "Salto in avanti" e "Canta") e può sottoporli a test in modo tale da assegnargli un livello relativo all'addestramento svolto (livelli  2 e 3).

## Personaggi secondari

### Nancy Yung
Nancy è una tuttofare che si occupa principalmente di attrezzatura subacquea (tute da immersione e molto altro). È anche in grado di valutare i reperti trovati in mare e sa tagliare i capelli attuando acconciature originali.
Discende da un'importante famiglia di mercanti del Pacifico.

### Matthieu Rouvier
Era un esploratore oceanico francese, unico figlio di Jean-Eric e padre di Ocèane. Un tempo esplorava i mari di tutto il mondo insieme al padre, finché, insieme a quest'ultimo, ha fondato il Centro Immersioni R&R. È scomparso misteriosamente durante un'immersione subacquea, alla ricerca del Tesoro di Pacifica e dell'origine del Canto dei Draghi. Prima dell'incidente lasciò due ciondoli in lapislazzuli rispettivamente alla moglie e alla figlia, Ocèane.
Si crede che Matthieu sia morto ma forse è ancora vivo in qualche posto lontano...
Sa molte cose in ambito fotografico.

### (Delfino Comune)
È il primo cetaceo da poter addestrare sull'Isola Pallanove. È già presente sull'isola.
È possibile assegnargli un nome a piacere.

## Critiche
| Pubblicazione              | Punteggio |
| -------------------------- | --------- |
| GameRankings               | 79,37%    |
| 1UP.com                    | A         |
| Edge                       | 7/10      |
| Eurogamer                  | 7/10      |
| Famitsū                    | 36/40     |
| Game Informer              | 7,5/10    |
| GameRevolution             | C         |
| GamesMaster                | 80/100    |
| GameSpot                   | 8/10      |
| IGN                        | 7/10      |
| Nintendo Power             | 7,5/10    |
| Nintendo World Report      | 9/10      |
| Official Nintendo Magazine | 74%       |
| VideoGamer.com             | 7/10      |
| Cubed3                     | 9/10      |
| IGN (UK)                   | 8/10      |
| Nintendo Life              | 8/10      |

## Serie
- Endless Ocean: Blue World
- Endless Ocean 2: Avventura negli abissi